# Sukhoi Su-12
Sukhoi Su-12 (Aircraft RK) là một mẫu thử nghiệm máy bay trinh sát và phát hiện trận địa pháo của Liên Xô.

## Phát triển
Vào tháng 11-1943, OKB Sukhoi thiết kế một máy bay chỉ điểm trận địa pháo dựa trên mẫu máy bay Focke-Wulf Fw 189 của Đức Quốc xã. Theo thiết kế, máy bay có một tổ lái gồm 3 người và 2 động cơ Shvetsov M-62. Máy bay lúc đầu bị từ chối cấp kinh phí để phát triển, nhưng sau đó nó dần dần được phê chuẩn nhờ sự can thiệp bởi Nguyên soái Tư lệnh Pháo binh N.N. Voronov., sau đó nó được tăng thêm 1 người trong phi hành đoàn nâng lên thành 4 và động cơ được thay thế bằng loại mạnh hơn Shvetsov ASh-82M với công suất 2.200 hp (1640 kW).
Mẫu thử nghiệm Su-12 bay lần đầu tiên vào 26 tháng 8-1947 với phi công điều khiển là N.D. Fikson. Các chương trình thử nghiệm bay được hoàn thành vào 30 tháng 10. Vì với những vấn đề do động cơ ASh-82Mn, nó lại được thay đổi với động cơ ASh-82FN công suất 1.850 hp (1380 kW). Động cơ bé hơn đã khiến cho Su-12 mất đi tốc độ và trần bay so với động cơ cũ. Su-12 đã hoàn thành các thử nghiệm của ủy ban nhà nước nghiệm thu vào tháng 9-1949 và được giới thiệu để sản xuất. Vì sự thiếu khả năng sản xuất ở Liên Xô, vào tháng 10-1949 nó được đề xuất là sản xuất ở Tiệp Khắc. Tuy nhiên, các áp dụng cho sản xuất đã bị từ chối.

## Quốc gia sử dụng
Liên Xô
- Không quân Xô viết

## Thông số kỹ thuật (Su-12)
Dữ liệu Shavrov

### Đặc điểm riêng
- Phi đoàn: 4
- Chiều dài: 11.92 m (39 ft 1 in)
- Sải cánh: 21.57 m (70 ft 9 in)
- Chiều cao: 5.54 m (18 ft 2 in)
- Diện tích cánh: 52 m² (560 ft²)
- Trọng lượng rỗng: 6970 kg (15.365 lb)
- Trọng lượng cất cánh: 8839 kg (19.485 lb)
- Trọng lượng cất cánh tối đa: n/a
- Động cơ: 2× động cơ 14 xi lanh Shvetsov ASh-82FN, công suất 1380 kW (1.850 hp) mỗi chiếc

### Hiệu suất bay
- Vận tốc cực đại: 530 km/h (285 knots, 330 mph) trên 5600 m (18.370 ft)
- Tầm bay: 1140 km (615 nm, 710 mi)
- Trần bay: 11000 m (36.090 ft)
- Vận tốc lên cao: 7.5 phút/5000 m (16.405 ft)
- Lực nâng của cánh: n/a
- Lực đẩy/trọng lượng: n/a

### Vũ khí
- 4× pháo 20 mm (0.79 in) Berezin B-20
- Mang được 800 kg (1.765 lb) bom

## Nội dung liên quan

### Máy bay có tính năng tương đương
- Focke-Wulf Fw 189